# HMS Annan (1943)
HMS Annan (K404) – brytyjska, a następnie kanadyjska fregata z okresu II wojny światowej, jedna ze 135 zbudowanych jednostek typu River. Okręt został zamówiony przez Royal Navy i zwodowany 29 grudnia 1943 roku w stoczni Hall, Russell & Company w Aberdeen jako HMS „Annan”, lecz po ukończeniu 13 czerwca 1944 roku wszedł w skład Royal Canadian Navy pod nazwą HMCS „Annan” i z numerem burtowym K404. Podczas działań wojennych okręt uczestniczył w eskorcie czterech konwojów, a w październiku 1944 roku wspólnie z innymi jednostkami zatopił niemieckiego U-Boota U-1006. Po zakończeniu działań wojennych jednostka została zwrócona Brytyjczykom, po czym 27 listopada 1945 roku sprzedano ją Danii. Okręt wszedł do służby w Królewskiej Duńskiej Marynarce Wojennej pod nazwą KDM „Niels Ebbesen” (F339). Fregata została wycofana ze służby w 1963 roku i następnie złomowana.

## Projekt i budowa
Projekt okrętu powstał na skutek konieczności budowy jednostek eskortowych przeznaczonych do ochrony konwojów o lepszych parametrach od korwet typu Flower, budowanych masowo w początkowym okresie II wojny światowej. Bazując na rozwiązaniach konstrukcyjnych tych ostatnich, inżynier William Reed zaprojektował jednostki znacznie dłuższe, szersze, wyposażone w siłownię o większej mocy z dwiema śrubami (lecz nadal była to maszyna parowa, znacznie tańsza od nowocześniejszych turbin parowych), co w konsekwencji spowodowało wzrost zasięgu, dzielności morskiej, prędkości i ilości przenoszonego uzbrojenia. Wykorzystanie cywilnych metod budowy i podzespołów dało możliwość masowej i taniej produkcji okrętów nawet w małych stoczniach, w wyniku czego powstało aż 135 fregat typu River. Nowy typ jednostki zwalczania okrętów podwodnych był pierwszym, który został sklasyfikowany jako fregata.
HMS „Annan” zbudowany został w stoczni Hall, Russell & Company w Aberdeen. Stępkę okrętu położono 10 czerwca 1943 roku, został zwodowany 29 grudnia 1943 roku, a ukończono go 29 czerwca 1944 roku .

## Dane taktyczno-techniczne
Okręt był oceaniczną fregatą, przeznaczoną głównie do zwalczania okrętów podwodnych. Długość całkowita wynosiła 91,8 metra (86,3 metra między pionami), szerokość 11,2 metra i zanurzenie maksymalne 3,89 metra . Wyporność standardowa wynosiła pomiędzy 1398 a 1460 ton, a pełna 2134–2180 ton. Okręt napędzany był przez dwie maszyny parowe potrójnego rozprężania o łącznej mocy 5500 KM, do których parę dostarczały dwa trójwalczakowe kotły Admiralicji . Dwuśrubowy układ napędowy pozwalał osiągnąć prędkość 20 węzłów. Okręt zabierał maksymalnie zapas 646 ton mazutu, co zapewniało zasięg wynoszący 7200 Mm przy prędkości 12 węzłów (lub 5400 Mm przy prędkości 15 węzłów) .
Uzbrojenie artyleryjskie jednostki składało się z dwóch pojedynczych dział uniwersalnych kal. 102 mm (4 cale) QF HA Mark XIX L/40 . Uzbrojenie przeciwlotnicze składało się z 4–6 pojedynczych działek automatycznych Oerlikon kal. 20 mm Mark II/IV L/70 . Broń ZOP stanowiły: miotacz Hedgehog oraz osiem miotaczy i dwie zrzutnie bomb głębinowych (z łącznym zapasem do 150 bg) . Wyposażenie radioelektroniczne obejmowało radary Typ 271 lub 272, 291 oraz sonary .
Załoga okrętu składała się z 140 oficerów, podoficerów i marynarzy.

## Służba

### Royal Canadian Navy
Podczas budowy fregaty została ona przekazana Kanadzie, wchodząc w skład Royal Canadian Navy 13 czerwca 1944 roku pod nazwą HMCS „Annan”. Okręt otrzymał numer taktyczny K404 . 16 października 1944 roku „Annan” na Morzu Norweskim uczestniczył w zatopieniu (wspólnie z kanadyjskimi fregatami HMCS „Outremont” i HMCS „Loch Achanalt”) na pozycji 60°59′N 4°49′W/60,983333 -4,816667 niemieckiego U-Boota U-1006, na którym zginęło 6 członków załogi (uratowano 44 osoby, które trafiły do niewoli). W listopadzie 1944 roku jednostka uczestniczyła w eskorcie konwoju HX-319 . W kwietniu i maju 1945 roku „Annan” eskortował trzy kolejne konwoje: OS-123KM, ONS-48 i HX-352 . 
W 1944 roku wzmocniono uzbrojenie przeciwlotnicze jednostki, instalując dodatkowe działka kal. 20 mm (od tego momentu fregata była uzbrojona w 8 działek Oerlikon kal. 20 mm Mark II/IV L/70 (dwa podwójne i cztery pojedyncze)  . Okręt został zwrócony Brytyjczykom po zakończeniu działań wojennych w Europie, 21 czerwca 1945 roku.

### Kongelige Danske Marine
27 listopada 1945 roku fregata została zakupiona przez Danię i przyjęta w skład Kongelige Danske Marine pod nazwą KDM „Niels Ebbesen”. Okręt otrzymał nowy numer burtowy F339 . Jednostka pełniła funkcję okrętu szkolnego. W 1946 roku dokonano instalacji dodatkowego uzbrojenia: pojedynczego działka Bofors kal. 40 mm Mark 3 L/60 i dwóch pojedynczych wyrzutni torped kal. 450 mm . W latach 1948–1949 wymieniono główne uzbrojenie artyleryjskie, montując dwie pojedyncze armaty kal. 127 mm Mark 30 L/38 . W 1951 roku zamiast dwóch działek kal. 20 mm zamontowano trzy pojedyncze działka Bofors kal. 40 mm L/60 Mark 3, a w roku następnym usunięto z pokładu wyrzutnie torpedowe .
Fregata została wycofana ze służby w maju 1963 roku i następnie złomowana w Odense.